# Ibateguara
Ibateguara é um município brasileiro do estado de Alagoas. A população de Ibateguara foi estimada em 2020 de 15.627 habitantes segundo o IBGE.

## Clima
Conhecida como "Cidade do Frio", também já foi conhecida como "a suiça", graças ao seu clima frio e ameno.[carece de fontes?]

## História
O município de Ibateguara teve origem no antigo Engenho Roçadinho, de propriedade de Claudino da Costa Agra, que recebera o título de sesmaria do imperador D. Pedro II. Ali foram lançadas as bases da povoação que se estenderia e que mais tarde viria a ser o povoado de Piquete, que foi, na verdade, o primeiro núcleo populacional do atual município.
O topônimo lhe foi dado em virtude de um piquete formado pelo caudilho Vicente de Paula na sua luta contra Claudino da Costa Agra, a 6 de novembro de 1844. Claudino Agra foi o vencedor da batalha. As tropas do bandido foram divididas em dois escalões; enquanto um partia para o ataque o outro se entrincheirava no alto do monte, onde fez o piquete, vedando inclusive qualquer auxílio externo a Claudino Agra. A vila nasceu exatamente no local desta trincheira e de suas primitivas construções não existem mais vestígios.
Em 1950 seu nome foi mudado para Horizonte, o que não durou muito tempo. Dom Ranulfo de Farias, então arcebispo de Maceió, sugeriu, e foi aceito, o topônimo de Ibateguara, para a nova povoação que crescia a olhos vistos. De origem indígena, significa "lugar alto".
A primeira capela foi construída próxima do local onde hoje se encontra a prefeitura municipal. O desenvolvimento rápido do lugar deu origem ao movimento que iria culminar com a sua emancipação política. A Lei nº 2.076, de 19 de novembro de 1957, concedeu a autonomia administrativa de
Ibateguara, ocorrendo a sua instalação oficial a 1 de janeiro de 1959, com território desmembrado de São José da Laje.